# I Am... Sasha Fierce
I Am... Sasha Fierce – trzeci album studyjny amerykańskiej wokalistki Beyoncé Knowles, wydany 18 listopada 2008 roku nakładem Columbia Records. Ukazał się w dwudyskowym formacie; każda z płyt reprezentowała kontrastujące ze sobą strony osobowości oraz stylu muzycznego Knowles. Pierwszy dysk, I Am..., składał się z wolnych i utrzymanych w średnim tempie klasycznych ballad popowych i R&B, podczas gdy drugi – Sasha Fierce, przedstawiał tytułowe, sceniczne alter ego wokalistki, skupiając się na tanecznych utworach, czerpiących z Europopu oraz electropopu.
Wśród inspiracji do nagrania albumu Beyoncé wymieniała przede wszystkim swojego męża, rapera Jaya-Z, a także wokalistkę jazzową Ettę James. Muzycznie, na I Am... wyczuwalne są wpływy muzyki folkowej i rocka alternatywnego, między innymi za sprawą sekcji gitar akustycznych, wykorzystanych w kompozycjach ballad. Piosenki z pierwszego dysku zostały napisane i wyprodukowane przez Knowles ze wsparciem ze strony Kennetha Edmondsa, Christophera Stewarta, Teriusa Nasha oraz Ryana Teddera. Z kolei wkład w kompletowanie Sasha Fierce mieli Rodney Jerkins, Sean Garrett i Solange. I Am... Sasha Fierce uzyskał zróżnicowane oraz pozytywne oceny od krytyków muzycznych; wielu z nich zauważyło, że album nie zdołał w wystarczający sposób naświetlić różnic pomiędzy Knowles a jej alter ego, czego – zdaniem niektórych – można było uniknąć, gdyby wydawnictwo składało się z jednego dysku.
I Am... Sasha Fierce zadebiutował na szczycie listy Billboard 200, rozchodząc się w pierwszym tygodniu w 482 tysiącach egzemplarzy na terenie Stanów Zjednoczonych. Na początku 2011 roku łączna międzynarodowa sprzedaż albumu wynosiła ponad 7 milionów kopii. I Am... Sasha Fierce przyniósł Beyoncé osiem nominacji do nagród Grammy, ostatecznie wygrywając statuetki w pięciu kategoriach. Promując album, wokalistka wyruszyła w światową trasę koncertową I Am... Tour, która objęła 108 występów na sześciu kontynentach.

## Rozwój projektu

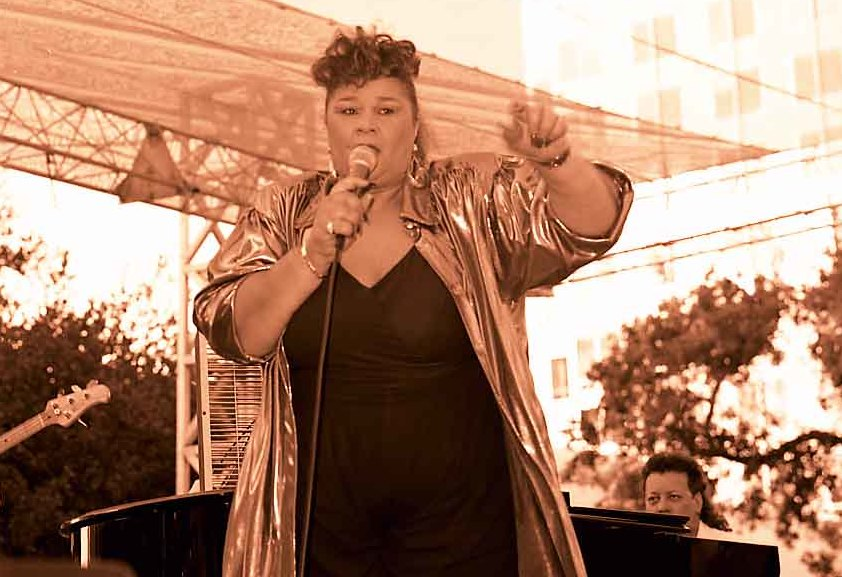
Rola Etty James (na zdjęciu) w filmie Cadillac Records (2008) zainspirowała Knowles do artystycznej wolności

W liście zaadresowanym do swoich fanów Beyoncé przyznała, że pracom nad I Am... Sasha Fierce poświęciła ponad rok, w trakcie którego starała się stworzyć własne, osobiste dźwięki, tłumacząc: „[Chciałam wykreować coś], co dokładnie tłumaczyłoby, kim jestem na tym etapie mojego życia. Włożyłam w to całe moje serce i duszę.” Wokalistka dodała ponadto, że był to najdłuższy projekt muzyczny, w którym uczestniczyła od czasu początków działalności Destiny’s Child. Kompletowanie materiału na I Am... Sasha Fierce rozpoczęło się w 2007 roku; wedle jej słów, Knowles czuła, że album powinien ukazać jej artystyczny rozwój: „Mimo że miałam wielkie szczęście i odniosłam sukces, wciąż chcę podejmować wyzwania.” W procesach produkcji płyty Beyoncé czerpała inspirację ze strony Jaya-Z oraz Etty James – w rolę której wcieliła się w musicalu biograficznym Cadillac Records (2008); odwaga i pewność siebie James sprawiły, że Knowles postanowiła wyrażać swoje uczucia w sposób szczery i bezpośredni, jednocześnie eksplorując nowe gatunki oraz style muzyczne, z którymi w przeszłości nie eksperymentowała. Gdy kompletowanie albumu znajdowało się w zaawansowanym stadium, wokalistka otrzymała rolę w Cadillac Records. Po przestudiowaniu historii życia Etty James i zakończeniu prac na planie filmu produkcja I Am... Sasha Fierce przybrała nowy bieg. Beyoncé była gotowa „podjąć ryzyko i zdefiniować siebie na nowo”. Miała ponadto nadzieję trafić do szerszej publiczności, a w tym do odbiorców, którzy na co dzień słuchali między innymi Johna Mayera i Carrie Underwood. W jednym z wywiadów Knowles dokładniej skupiła się na okolicznościach powstawania albumu:

„Muzyka, którą stworzyłam przed i po Cadillac Records diametralnie się od siebie różniła. Po wcieleniu się w rolę Etty James stałam się znacznie bardziej śmiała, bo część tej postaci została we mnie. Dlatego muzyka, jaką bałabym się nagrać wcześniej, teraz nie stanowiła dla mnie żadnego problemu. Nabrałam więcej odwagi, pewności siebie. Myślę, że właśnie dlatego tak bardzo uwielbiam pracę na planie filmowym, bo to nie tylko forma sztuki. To zmienia moje życie, moją muzykę i sposób, w jaki postrzegam różne kwestie. Kiedy jesteś gwiazdą popu, pozostajesz w nieco konserwatywnym świecie, zawsze musisz trzymać się określonych ram. Masz fanów w wieku 5 i w wieku 65 lat – jest wśród nich tak wiele osób, które oczekują od ciebie tak wielu rzeczy. Etta James była królową rock ‘n’ rolla, soulu, R&B, jazzu – dokonała tego wszystkiego i zawsze stawiała na swoim. Gdy grałam jej postać i śpiewałam jej piosenki myślałam, że nadszedł czas, by postawić przed sobą wyzwanie i zrobić wszystko to, na co mam ochotę.”

## Produkcja i nagrywanie
Nagrywanie albumu trwało ponad osiem miesięcy, a sesje odbywały się na przełomie 2007 i 2008 roku w wielu studiach, włączając w to: Tree Sound Studios w Atlancie; Chung King Studios, Electric Lady Studios i Strawberrybee Productions w Nowym Jorku; GAD Studios na hiszpańskiej Ibizie; Mansfield Studios i The Campground w Los Angeles; South Beat Studios w Miami Beach oraz The Boom Boom Room w Burbank. Knowles była współautorką lub współproducentką całego materiału z I Am... Sasha Fierce. Wśród tekściarzy i producentów, którzy zaangażowani byli w prace nad płytą znaleźli się m.in.: Kenneth „Babyface” Edmonds, Stargate, Christopher „Tricky” Stewart, Terius „The-Dream” Nash, Rodney „Darkchild” Jerkins, Sean Garrett, Solange, Jim Jonsin, Rico Love, Ryan Tedder, Shondrae „Bangladesh” Crawford, Ian Dench, Dave McCracken, Wayne Wilkins i Elvis Williams. Jedynym duetem z ekipy twórców I Am... Sasha Fierce, którzy mieli wkład w oba dyski wydawnictwa byli Tricky Stewart i Terius Nash („Smash into You” z I Am... oraz „Single Ladies (Put a Ring on It)” z Sasha Fierce).
Kompletując dysk I Am..., Knowles pozostawała pod silnym wpływem inspiracji ze strony muzyki folkowej oraz rocka alternatywnego, co przekładało się na to, że w procesach nagrywania wykorzystywała instrumenty, jakich wcześniej nie uwzględniała w instrumentacjach, a w tym na przykład gitarę akustyczną. Albumowe ballady komponowane były z zamierzeniem, by łączyć „najlepsze elementy” popu i soulu; najważniejszym współpracownikiem Beyoncé w produkcji tego typu utworów był Ryan Tedder. Jak sama przyznała, Knowles próbowała tworzyć piosenki w odmiennym niż dotychczas stylu, głównie ze względu na wysokie oczekiwania, jakie na niej spoczywały ze strony słuchaczy; z tego powodu wokalistka eksperymentowała z mocniejszymi tekstami. W jednym z wywiadów dodała: „Uwielbiam ballady, bo czuję, że za ich pośrednictwem muzyka i emocje są przekazywane w znacznie lepszy sposób. [...] Naprawdę chciałam, by ludzie usłyszeli mój głos i to, co chciałam im powiedzieć.” Po tym, jak Beyoncé napisała wraz z Amandą Ghost tekst do „Disappear”, zabrały się one za pracę nad przerabianiem utworu „Ave Maria” Franza Schuberta. Ghost wytłumaczyła w rozmowie z The Daily Telegraph, że obie były wówczas świeżo upieczonymi mężatkami i obie były prowadzone do ołtarza z „Ave Maria” w tle. Z kolei dysk Sasha Fierce miał ukazać przeciwną, bardziej dziką i agresywną stronę wokalistki w postaci jej scenicznego alter ego, czyli tytułowa Sasha Fierce.
Na przestrzeni ośmiu miesięcy Knowles nagrała ponad 70 utworów, by później zdecydować, że nie chce zamieszczać piosenek reprezentujących dwie strony jej osobowości na jednym dysku. Wokalistka powiedziała wówczas: „[Na płycie] najpierw znajduje się moje życie osobiste, moja wrażliwa strona, a dopiero później ukazuję się jako artystka sceniczna, seksowna, pełna energii i zabawy.” Gdy jakaś ścieżka nie miała dla mniej określonego znaczenia, odrzucała ją w procesie eliminacji do finałowej listy utworów na album. I Am... Sasha Fierce w większym stopniu, niż Dangerously in Love (2003) i B’Day (2006) poświęcony był bardziej intymnej i prywatnej sferze życia Knowles. Na kilka miesięcy przed oficjalną premierą płyty Beyoncé opublikowała na swojej stronie internetowej oświadczenie, w którym opowiedziała o naturze wydawnictwa, a także o tym, czego odbiorcy powinni się po nim spodziewać. „Jestem teraz w zupełnie innym miejscu mojego życia i pragnę, by ludzie poznali wiele stron mojej osobowości. [Na płycie znajduje się] szybka muzyka taneczna, która stanowi tę radosną część albumu, zaś ta osobista część jest pełna pasji i refleksji. To po prostu ja i dlatego jestem bardzo podekscytowana, by podzielić się tym ze światem 18 listopada.”
Jako że I Am... Sasha Fierce był albumem podwójnym, posiadał dwie okładki; autorem czarno-białych zdjęć z okładek standardowej, deluxe i platynowej edycji albumu był niemiecki fotograf Peter Lindbergh.

## Kompozycja
W wywiadzie dla magazynu Billboard, Knowles opisała I Am... Sasha Fierce jako album podwójny, precyzując: „Jedna strona składa się z bardziej mainstreamowych piosenek, natomiast druga reprezentuje raczej tradycyjne R&B, skierowane do moich fanów, którzy są ze mną od początku. Część utworów przypomina twórczość Barbry Streisand, część Karen Carpenter, zaś inne The Beatles z lat 70.” W innej wypowiedzi, tym razem dla MTV News, wokalistka dodała: „Połowa płyty [I Am...] prezentuje to, kim jestem bez tony makijażu, bez reflektorów i bez tego całego gwiazdorskiego szumu. [Sasha Fierce] jest znacznie bardziej rozrywkowa, zmysłowa, agresywna i olśniewająca, czyli taka, jaką się staję, gdy wchodzę na scenę. Podwójny album pozwala mi podjąć większe ryzyko i wyrzuć to wszystko z siebie; albo powinnam raczej powiedzieć, bardziej zagłębić się w sobie i ujawnić tę stronę mojej osobowości, która znana jest tylko osobom z mojego otoczenia.”
Andy Kellman z AllMusic uznał pierwszy dysk za „delikatny, niewielki zbiór ballad o charakterze adult contemporary: „Wypełniają go gitary akustyczne, fortepiany, instrumenty strunowe i momenty ukazywania swojej duszy; wszystko to ma swoje korzenie bardziej w soft rocku lat 70., niż w soulu.” Drugi dysk, Sasha Fierce, zawiera wyczuwalne wpływy muzyki elektronicznej, słyszane szczególnie w utworach pokroju „Radio” oraz „Sweet Dreams”. Kellman uznał ponadto, że „Diva” pod względem śmiałości przypomina pochodzące z B’Day utwory „Freakum Dress” i „Ring the Alarm”. Pomimo że zostały umieszczone na dysku Sasha Fierce, „Ego”, „Why Don’t You Love Me” oraz „Scared of Lonely” uznane zostały za „płaszczyznę porozumienia” między dwiema połówkami albumu. Według Jennifer Vineyard z MTV News, przypominają Sashę Fierce muzycznie, jednak tematycznie i tekstowo nawiązują do I Am...
Album formalnie przedstawia alter ego Beyoncé, czyli Sashę Fierce. Wokalistka ujawniła, że Sasha narodziła się podczas nagrywania jednego z jej pierwszych utworów, „Crazy in Love” (2003). W rozmowie z Emmetem Sullivanem z magazynu People, Knowles dodała, że jej alter ego przeznaczone jest wyłącznie na scenę; sam redaktor opisał je natomiast mianem „zmysłowego i agresywnego”. Z kolei w wywiadzie dla Marie Claire rozwinęła temat Sashy Fierce: „Stworzyłam alter ego, [...] ponieważ w życiu codziennym nigdy nie zrobiłabym tego, co robię na scenie. Dzielę się wtedy tak osobistymi rzeczami, których nigdy nie wyznałabym w żadnym z wywiadów. [...] Jeśli obcięliby mi nogę, jeśli upadnę, nawet tego nie poczuję. [Na scenie] wyzbywam się wszelkich lęków.” W wideoklipie do „Single Ladies (Put a Ring on It)” Knowles ma na dłoni rękawiczkę wykonaną z tytanu; została ona zaprojektowana przez Lorraine Schwartz specjalnie na potrzeby Sashy Fierce, stając się jednym z jej znaków rozpoznawczych. Beyoncé użyła rękawiczki po raz pierwszy 8 listopada 2008 roku na czerwonym dywanie podczas gali MTV Europe Music Awards. Następnie wykorzystała ją w programie Saturday Night Live oraz w sesji zdjęciowej dla magazynu Gotham. W lutym 2010 roku, w wywiadzie dla Allure, Knowles przyznała jednak, że „uśmierciła” Sashę Fierce, „ponieważ dorosła do tego, by połączyć dwie strony swojej osobowości”.

### Styl muzyczny i kontekst liryczny
„If I Were a Boy”, pierwszy singel z dysku I Am..., stanowi jedyny utwór z całego albumu, który nie został chociażby częściowo napisany przez Knowles. BC Jean, czyli autorka większości tekstu, czerpała inspirację ze swojego wcześniejszego, nieudanego związku. Beyoncé stwierdziła, że „If I Were a Boy” różni się od jej wcześniejszych piosenek, ponieważ nie reprezentuje tradycyjnego R&B. Krytycy muzyczni zauważyli, że ścieżka wydaje się być miksturą hitu Knowles „Irreplaceable” (2006) z utworami „Big Girls Don’t Cry” (2007) Fergie i „Like a Boy” (2007) Ciary. Według Leaha Greenblatta z Entertainment Weekly, „If I Were a Boy” wyraża smutek spowodowany nieporozumieniami pomiędzy obiema płciami, a także oskarża męską stronę o niewłaściwe podejście do wzajemnych relacji. Trish Crawford z Toronto Star porównała kolejny singel, „Single Ladies (Put a Ring on It)”, do utworów „Respect” Arethy Franklin oraz „I Will Survive” Glorii Gaynor. Ann Powers z Los Angeles Times uznała, że temat empowermentu kobiet, który porusza ta piosenka, stanowi rozwinięcie kwestii poruszanych przez „Irreplaceable”. Od strony muzycznej, „Single Ladies (Put a Ring on It)” to utrzymana w szybkim tempie, stojąca na pograniczu dance-popu i R&B piosenka, w której wyczuwalne są również wpływy dancehallu i muzyki bounce. Za pośrednictwem tekstu utworu Beyoncé ukazuje swoją agresywniejszą stronę; jego słowa mówią, że w tym przypadku to obrączka ślubna stanowi drogę do empowermentu. Według Jonaha Weinera z magazynu Blender piosenka jest „jasnym” odniesieniem do małżeństwa, podczas gdy Greg Kot z Chicago Tribune uznał, że tekst ma zabarwienie „po-zerwaniowe”.
„Halo”, skomponowany przez Ryana Teddera i Evana Bogarta, został stworzony z myślą o Beyoncé, jednak ze względu na jej napięty grafik, był bliski trafienia do repertuaru Leony Lewis. Wedle słów Christiana Williamsa z magazynu Billboard, „Halo” ma mainstreamowy, popowy charakter, jednakże zauważa się w nim również dźwięki R&B. Jak napisał Daily Mail, Knowles śpiewa w „Halo” na tle perkusji, fortepianu i instrumentów strunowych w niższym rejestrze głosu, niż zazwyczaj. „Halo” opisuje miłość jako zjawisko tak niesamowite, że aż „niebiańskie”. Recenzenci uznali „Diva” za wariację „A Milli” Lil Wayne’a i kobiecy odpowiednik tego utworu. W „Diva” wokalistka przytacza pozytywną definicję divy, wyjaśniając, że „diva to żeńska wersja cwaniaka”, często odnosząc się ponadto do zgromadzonych przez nią milionów dolarów. „Ego” stanowi popową piosenkę, utrzymaną w tempie R&B; zawiera ona także wpływy jazzowe oraz soulowe. „Sweet Dreams” został doceniony przez krytyków muzycznych za electropopowe brzmienie oraz wykorzystanie elektronicznej linii basowej, co przywołało na myśl podobieństwa do „Beat It” Michaela Jacksona. Utwór reprezentuje R&B i inspirowany był klasycznym funkiem lat 80. Według Priyi Elan z dziennika The Times, tekst „Sweet Dreams” opisuje związek, który mógł być „słodkim snem albo pięknym koszmarem”. „Broken-Hearted Girl” to łącząca R&B i pop, fortepianowo-wokalna ballada, nagrana z minimalistycznym wykorzystaniem beatów. Podstawę instrumentacji piosenki stanowi perkusja oraz instrumenty strunowe. Mariel Concepcion z Billboardu zwróciła uwagę na emocjonalny sposób, w jaki Beyoncé wyśpiewuje refren „I don’t want a broken heart/And I don’t want to play the broken-hearted girl”. Według Spence’a D. z IGN Music, „Hello” jawi się jako kolejna ballada, złożona z delikatnych harmonii muzycznych i słodkich dźwięków gitar; w tekście zawarta została ponadto kwestia Jerry’ego Maguire’a: „You had me at hello”.
„Radio” stanowi utwór o szybkim tempie, inspirowany synthpopem lat 80, muzyką elektroniczną, Europopem, oraz techno. Tekst mówi o uwielbieniu młodej dziewczyny do piosenek, które grane są w radiu. Według Colina McGuire’a z PopMatters, styl „Radio”, który nawiązuje do muzyki drum and bass, house i techno, nadaje mu świeżości, co, jak zauważa James Reed z The Boston Globe, czyni utwór „doskonałym na spędzenie nocy w klubie”. Zgodnie z reakcjami odbiorców, „Video Phone” posiada prosty tekst, który celebruje „wirtualny seks”. Remiks ścieżki, nagrany z gościnnym udziałem Lady Gagi, wydany został na wersji deluxe albumu. „Why Don’t You Love Me”, która pojawia się na platynowej edycji I Am... Sasha Fierce, różni się od pozostałych dance-popowych utworów Knowles, jako że reprezentuje styl retro. Piosenka utrzymana jest w szybkim tempie i wywodzi się z klasycznego R&B. Na I Am... Sasha Fierce znalazła się także ścieżka „Smash into You”, którą w przeszłości wykonywał Jon McLaughlin pod tytułem „Smack into You”. Jego wersja została przetworzona, dopracowana, a następnie ponownie nagrana przez Beyoncé, dzięki czemu zdobyła ona minimalny udział jako autorka tekstu (za zmianę „Smack” na „Smash”). „Smash into You” wykorzystana została ponadto jako ścieżka dźwiękowa filmu Obsesja (2009), w którym zagrała Knowles. „Disappear” przywoływała podobieństwa do innego utworu z albumu, „Hello”, jako że w obu przypadkach recenzenci wyróżniali „słodkie dźwięki gitar i delikatne harmonie muzyczne”. „That’s Why You’re Beautiful” to utrzymana w wolnym tempie soft rockowa/rockowa ballada, nagrana z udziałem „grunge’owych” riffów gitarowych. Krytycy muzyczni porównywali ją z materiałami Alice in Chains oraz Jill Scott. Edycja platynowa I Am... Sasha Fierce obejmowała również cover utworu „Honesty” (1979) Billy’ego Joela w wykonaniu Knowles.

## Wydanie
Edycja deluxe albumu wydana została w tym samym terminie, co wersja standardowa. Mathew Knowles, ojciec Beyoncé i jej ówczesny menedżer, zorganizował 22 października 2008 roku w Nowym Jorku zamknięte przyjęcie połączone z odsłuchaniem przez gości I Am... Sasha Fierce. Jeszcze przed oficjalną premierą materiał z płyty został 11 listopada udostępniony na oficjalnym profilu wokalistki w serwisie MySpace. Wytwórnia Columbia Records utworzyła ponadto stronę internetową poświęconą Sashy Fierce. 16 czerwca 2009 roku ukazał się album Above and Beyoncé: Video Collection & Dance Mixes, złożony z CD z remiksami albumowych singli (włączając w to remiks „Ego”, nagrany ze wsparciem rapera Kanye Westa), a także DVD z wideoklipami nakręconymi do tychże singli. W listopadzie 2009 roku w wybranych krajach ukazała się platynowa edycja I Am... Sasha Fierce, obejmująca dysk CD i DVD. 23 listopada w Stanach Zjednoczonych miała premierę reedycja płyty, wzbogacona o nowe utwory: „Poison” i „Why Don’t You Love Me”, a także remiks „Video Phone” z udziałem Lady Gagi. Tego samego dnia w kilku regionach wydany został również cyfrowy minialbum I Am... Sasha Fierce – The Bonus Tracks, zawierający trzy bonusowe piosenki z reedycji I Am... Sasha Fierce.

## Promocja
Knowles promowała album podczas wielokrotnych występów w programach telewizyjnych oraz na galach rozdania nagród muzycznych. Wokalistka wykonała „Single Ladies (Put a Ring on It)” po raz pierwszy na żywo w ramach koncertu, który 29 października 2008 roku zorganizowała stacja radiowa Power 105.1. Następnie, 6 listopada, zaśpiewała „If I Were a Boy” podczas ceremonii MTV Europe Music Awards. Trzy dni później, 9 listopada, zagrała „Single Ladies (Put a Ring on It)” na gali World Music Awards w Monako. Po tym, Beyoncé powróciła do Stanów Zjednoczonych, by 13 listopada wykonać „If I Were a Boy” w programie The Oprah Winfrey Show. 15 listopada artystka gościła w Saturday Night Live (SNL), gdzie zaśpiewała „Single Ladies (Put a Ring on It)”. Tej samej nocy Knowles wystąpiła również w parodii wideoklipu do tego utworu, w której to dwie tancerki z wersji oryginalnej zostały zastąpione przez wokalistę Justina Timberlake’a oraz członków obsady SNL – Andy’ego Samberga oraz Bobby’ego Moynihana. Dzień później Beyoncé wykonała medley „If I Were a Boy”, „Single Ladies (Put a Ring on It)” i „Crazy in Love” w trakcie finałowego odcinka Total Request Live. „Single Ladies (Put a Ring on It)” został zaśpiewany przez wokalistkę również 18 listopada w programie 106 & Park BET, 23 listopada podczas gali American Music Awards, 25 listopada w programie The Ellen DeGeneres Show, kolejnego dnia w The Today Show, 9 stycznia 2009 roku w programie The Tyra Banks Show, gdzie na scenie towarzyszyła jej dwójka tancerzy, a także 13 września podczas gali MTV Video Music Awards.
12 lutego 2009 roku, podczas gali rozdania nagród NAACP Awards, Beyoncé wykonała po raz pierwszy na żywo „Halo”. 22 kwietnia wokalistka była gościem programu The Late Show with David Letterman, w którym również zaśpiewała ten utwór. Po śmierci Michaela Jacksona Knowles, która przebywała wówczas w trasie koncertowej, zdecydowała się oddać mu hołd podczas występu w Atlancie (1 lipca) oraz Nowym Orleanie (3 lipca). Wykonując utwór „Halo” wokalistka zamieniła w tekście słowo „Baby” na „Michael”, a także dodała wers „Michael I can see your Halo. I pray your music won’t fade away.” Ponadto Beyoncé zadedykowała Jacksonowi wykonanie utworu „Ave Maria” na gali BET Awards 2009. 5 listopada 2009 roku artystka zaśpiewała „Sweet Dreams” na gali MTV Europe Music Awards. 31 stycznia 2010 roku Knowles wykonała „If I Were a Boy” podczas 52. ceremonii wręczenia nagród Grammy.

### I Am... Tour

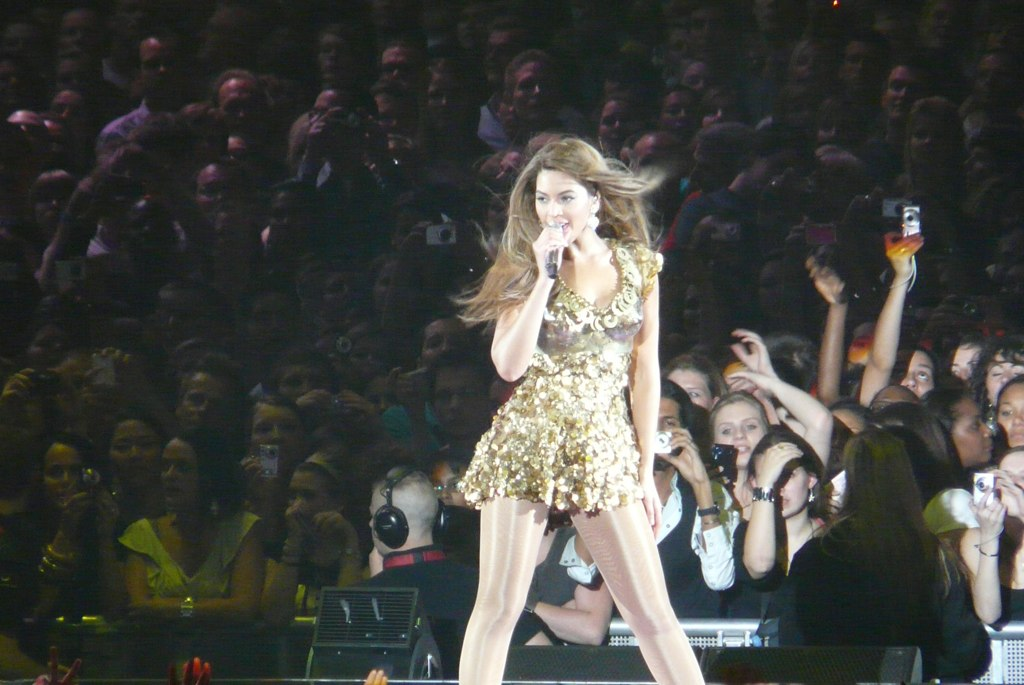
Beyoncé podczas jednego z koncertów w ramach I Am... Tour

By promować I Am... Sasha Fierce, Beyoncé wyruszyła w światową trasę koncertową; I Am... Tour rozpoczęła się 26 marca 2009 roku od występu w kanadyjskim Edmonton. 26 kwietnia 2009 roku, koncertem w chorwackim Zagrzebiu, zapoczątkowany został europejski etap trasy, który potrwał do 9 czerwca, czyli występu w Londynie. Trzeci, północnoamerykański etap I Am... Tour wystartował 21 czerwca 2009 roku i zakończył się w sierpniu czterodniową rewią I Am... Yours w Encore Las Vegas przy Las Vegas Strip. Kolejny, dziewięciodniowy etap trasy zaczął się 15 września 2009 roku w australijskim Melbourne i zakończył się w Perth. Następnie wokalistka dała kolejną serię koncertów w Azji, na Bliskim Wschodzie, w Europie i Afryce, aż w końcu zakończyła rok 2009 występem w Belfast. Finałowy, latynoamerykański etap trasy rozpoczął się 4 lutego 2010 w brazylijskim Florianópolis; Knowles odwiedziła po tym pięć kolejnych miejsc, aż w końcu, 18 lutego, dała ostatni koncert w ramach I Am... Tour, w Trynidadzie. Według Pollstar, 97 występów trasy przyniosło zyski w wysokości ponad 103 milionów dolarów. Koncert artystki z 2 sierpnia 2009 roku podczas rewii I Am... Yours w Las Vegas został nagrany, a następnie wydany jako CD/DVD I Am... Yours: An Intimate Performance at Wynn Las Vegas. Ppozostałe koncerty Beyoncé w ramach trasy również były rejestrowane, by później ukazać się na DVD I Am... World Tour, wydanym 30 listopada 2010 roku.

### Single

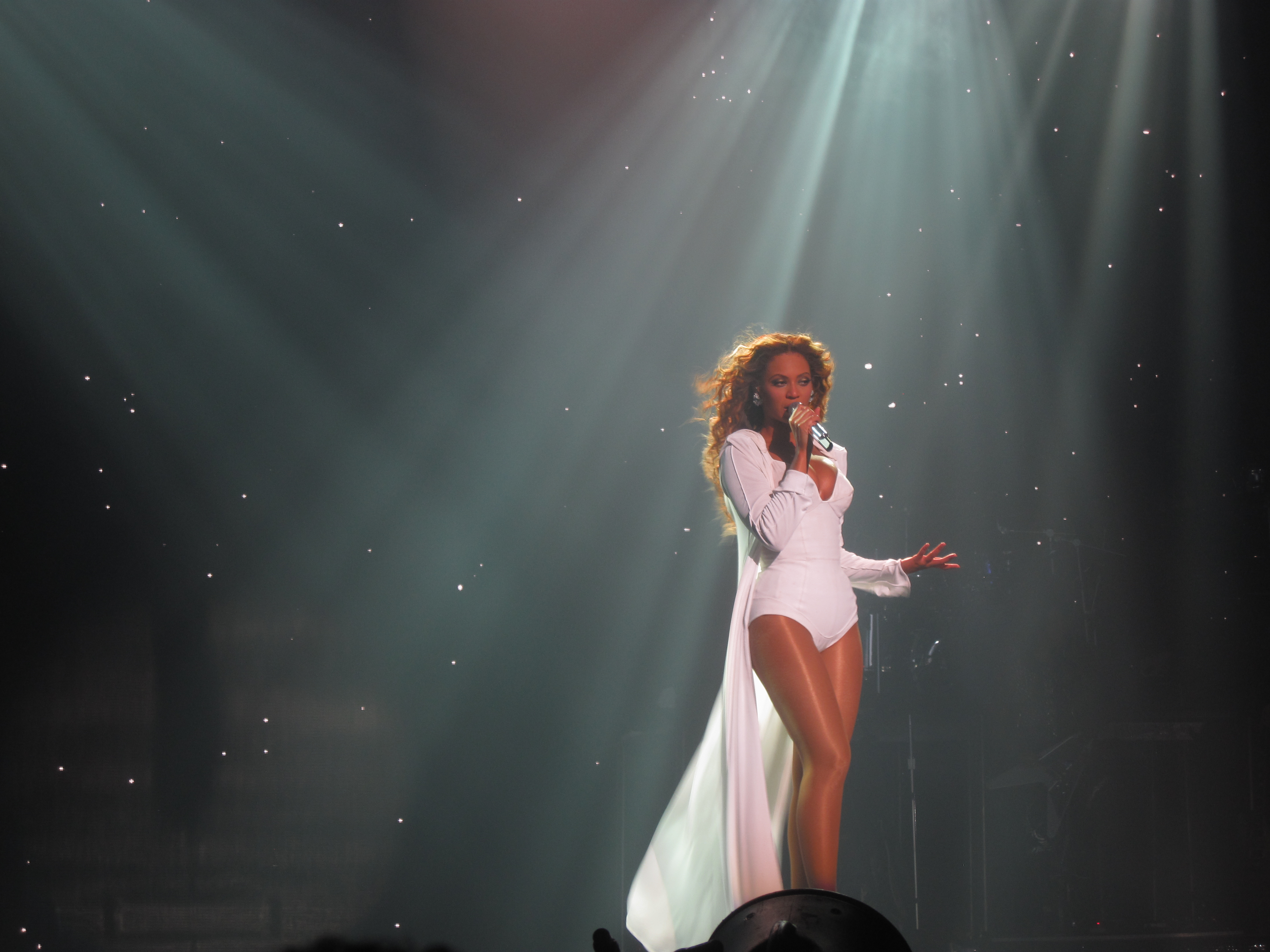
Knowles wykonująca utwór „Broken-Hearted Girl” w Londynie

8 października 2008 roku premierę miały dwa główne single z albumu. Jeden z nich pochodził z dysku I Am..., zaś drugi z dysku Sasha Fierce, co podkreślać miało ideę całej płyty, która ukazywała dwie strony osobowości wokalistki. „If I Were a Boy”, reprezentujący I Am, dotarł do 3. pozycji listy Billboard Hot 100, a także na szczyty notowań w ośmiu państwach świata. „Single Ladies (Put a Ring on It)” z dysku Sasha Fierce uplasował się na 1. miejscu Billboard Hot 100, stając się piątym numerem jeden Knowles w Stanach Zjednoczonych. Single uzyskały na rynku amerykańskim certyfikaty kolejno: dwukrotnej i czterokrotnej platyny według Recording Industry Association of America (RIAA). „Diva” został wydany jako singel wyłącznie na rynku amerykańskim, docierając do 19. miejsca Billboard Hot 100 oraz 3. pozycji Billboard Hot R&B/Hip-Hop Songs i ostatecznie uzyskując złoty status według RIAA. Kolejny międzynarodowy singel, „Halo”, uplasował się na 5. miejscu Billboard Hot 100 i pokrył się podwójną platyną w Stanach Zjednoczonych.
„Ego” był następnym, wyłącznie amerykańskim singlem promującym I Am... Sasha Fierce. Jego remiks, nagrany z udziałem rapera Kanye Westa, dotarł do 39. pozycji listy Billboard Hot 100 oraz 3. pozycji Billboard Hot R&B/Hip-Hop Songs. Wersja ta uzyskała złoty status według RIAA. Krótko po ogłoszeniu informacji o trasie koncertowej I Am... Tour, na rynku ukazały się dwa nowe single z płyty: „Sweet Dreams” oraz „Broken-Hearted Girl”. „Sweet Dreams” uplasował się na 10. miejscu Billboard Hot 100 i został odznaczony platynowym certyfikatem RIAA. „Broken-Hearted Girl”, czyli siódmy singel z I Am... Sasha Fierce, nie został wydany w Stanach Zjednoczonych, jednakże był notowany na kilku listach przebojów pozostałych państw świata. Ponad rok po premierze albumu, remiks „Video Phone”, nagrany z udziałem wokalistki Lady Gagi, wydany został jako ósmy singel. Stał się on 14. utworem Knowles, który dotarł na szczyt zestawienia Hot Dance Club Songs. W lipcu 2010 roku łączna sprzedaż cyfrowa pojedynczych piosenek z albumu wynosiła ponad 12 milionów kopii w Stanach Zjednoczonych, zaś na świecie przekraczała 15 milionów egzemplarzy.

## Przyjęcie

### Odbiór krytyków
| Oceny łączne         | Oceny łączne |
| Publikacja           | Ocena        |
| -------------------- | ------------ |
| AnyDecentMusic?      | 4.9/10       |
| Metacritic           | 62/100       |
| Recenzje             |              |
| Publikacja           | Ocena        |
| AllMusic             | [ 1 ]        |
| Robert Christgau     | (B)          |
| Entertainment Weekly | (B+)         |
| The Guardian         | [ 16 ]       |
| The Observer         | [ 101 ]      |
| Pitchfork Media      | (5.7/10)     |
| Rolling Stone        | [ 46 ]       |
| Slant Magazine       | [ 22 ]       |

I Am... Sasha Fierce spotkał się ze zróżnicowanymi i pozytywnymi ocenami krytyków muzycznych. W bazie Metacritic album uzyskał 62 punkty na 100 możliwych, na podstawie 24 recenzji, co oznacza „generalnie przychylny odbiór”. Christian Hoard z magazynu Rolling Stone zauważył, że pierwszy dysk albumu „pełen jest słodkich, samoafirmujących wersów”, podczas gdy dysk Sasha Fierce „dostarcza najbardziej eksperymentalną i ryzykowną muzykę w dotychczasowej twórczości Beyoncé”. Sal Cinquemani z magazynu internetowego Slant napisał: „Siłą I Am... Sasha Fierce są indywidualne utwory [...], które gruntują pozycję Beyoncé jako jednej z najbardziej wiarygodnych artystek na współczesnej scenie muzycznej.” Jednakże zwrócił uwagę na „niezdolność Knowles do pogodzenia tradycyjnych brzmień [dysku] I Am z nowoczesnymi dźwiękami [dysku] Sasha Fierce”. Nana Ekua Brew-Hammond z The Village Voice uznała, że dyskowi I Am brakuje spójności, jednak dodała, że Sasha Fierce nie przechodzi takiego kryzysu tożsamości”. Leah Greenblatt z Entertainment Weekly napisała, że album oferuje „dwie atrakcyjne strony” Beyoncé, dodając: „Kolekcja być może brzmiałaby lepiej, gdyby ukazała się na jednym dysku, niż w obecnej formie, która wydaje się być chwytem marketingowym. I choć fani będą z pewnością spekulować na ten temat, niektóre teksty są znacznie bardziej odkrywcze, niż wcześniejsze emocjonalne ścieżki [Knowles].” Amy Linden z magazynu Vibe stwierdziła natomiast: „Beyoncé jest zrelaksowana i pewna siebie, i [...] trafia w sedno, osiągając swój cel.”
Z drugiej strony, Adam Mattera z dziennika The Observer krytycznie ocenił album, uzasadniając, że obu dyskom brakuje głębi: „Dysk pierwszy jest zbyt zajęty pogonią za radiowymi hitami, by skupić się na wewnętrznym przekazie. [...] Z kolei część Sashy prowadzi do prostolinijnego ‘Radio’ i sukcesji hymnów kobiet pokroju 'Single Ladies (Put a Ring on It)' i ‘Diva’, które bez wątpienia zainspirują drag queen całego świata, jednak u innych wywołają uczucie otumanienia.” Ryan Dombal z Pitchfork Media uznał I Am... Sasha Fierce za regres w stosunku do B’Day, komentując: „Nikt nie wygrywa w walce Beyoncé vs. Sasha – często jednak, to słuchacz jest przegranym.” Andy Kellman z AllMusic uznał dwupłytowe wydanie albumu za słabe posunięcie; pozytywnie wypowiedział się jedynie o drugim dysku, który określił mianem „przyzwoitego popu”. W przewodniku dla słuchaczy MSN Music, krytyk Robert Christgau przyznał I Am... Sasha Fierce ocenę B i scharakteryzował wydawnictwo jako „niewypał miesiąca”, czyli zaliczył go do grupy „słabych nagrań, które rzadko zasługują na bliższą zadumę”. Christgau uznał album za „nudny”, podsumowując, że znalazły się na nim tylko trzy dobre utwory. Matos Michaelangelo z The A.V. Club podsumował, że „dwie połówki albumu są dość nierówne” i „niekoniecznie brzmiałyby lepiej, gdyby znalazły się na jednym dysku”. Stacey Anderson z magazynu Spin skrytykowała pierwszy dysk albumu; o drugim wypowiedziała się pochlebniej, twierdząc, że zmierzał w „intrygującym kierunku, który jednak został rozmyty”. Colin McGuire z PopMatters napisał, że album „bywa nieco szorstki na swoich krańcach” i uznał, że „taneczny dysk Sasha Fierce jest znacznie bardziej atrakcyjny” od I Am. Daniel Brockman z publikacji The Phoenix poradził, by słuchacze „natychmiast przeskakiwali do dysku drugiego”. Sasha Frere-Jones z The New Yorker stwierdziła, że w porównaniu do wcześniejszych płyt wokalistki, I Am... Sasha Fierce niesie ze sobą „jakiś bałagan i nieład”.

### Odbiór komercyjny
I Am... Sasha Fierce zadebiutował na szczycie amerykańskiej listy Billboard 200 (jako trzeci album solowy Beyoncé z rzędu), rozchodząc się w pierwszym tygodniu w 482 tysiącach egzemplarzy na terenie Stanów Zjednoczonych. W czasie sześciu premierowych tygodni album znalazł 1 459 000 nabywców, dzięki czemu I Am... Sasha Fierce był 10. najlepiej sprzedającą się płytą 2008 roku w tym państwie. Jednocześnie Knowles wyrównała wyczyn Gartha Brooksa, Mariah Carey i Shanii Twain jako artystka, której pięć albumów zajmowało miejsca w czołowej dziesiątce zestawień podsumowujących całoroczną sprzedaż płyt na rynku amerykańskim (wcześniej dokonały tego dwa wydawnictwa Destiny’s Child, a także oba albumy solowe Beyoncé). I Am... Sasha Fierce dzierżył ponadto tytuł 2. najlepiej sprzedającego się albumu roku 2009 w Stanach Zjednoczonych, ustępując jedynie Fearless Taylor Swift. Od tego czasu płyta została odznaczona certyfikatem podwójnej platyny według Recording Industry Association of America (RIAA). W kwietniu 2011 roku, zgodnie z danymi Nielsen SoundScan, łączna sprzedaż albumu w Stanach Zjednoczonych wynosiła 2.9 miliony egzemplarzy.
W Wielkiej Brytanii I Am... Sasha Fierce zadebiutował na 10. miejscu listy UK Albums Chart, co stanowiło najniższy wynik spośród wszystkich dotychczasowych wydawnictw wokalistki. Po gościnnym występie Knowles w finałowym odcinku programu X Factor album awansował na 9. pozycję notowania, niemalże miesiąc od swojej premiery. Duży sukces singli z I Am... Sasha Fierce sprawił, że płyta wskoczyła na 2. miejsce UK Albums Chart w wydaniu z 16 sierpnia 2009 roku, czyli w swoim 39. tygodniu obecności na tej liście. W Japonii album zadebiutował na 5. pozycji notowania Oricon i stopniowo piął się w górę, by w końcu dotrzeć na szczyt listy. W Irlandii I Am... Sasha Fierce uplasował się w premierowym tygodniu na 3. pozycji zestawienia, jednakże na początku 2009 roku dotarł do 1. miejsca notowania, na którym spędził dwa tygodnie. W Australii album zadebiutował na 9. pozycji Australian Albums Chart, jednak sukces singli sprawił, że w październiku 2009 roku (czyli niemalże rok po premierze) I Am... Sasha Fierce dotarł do 3. miejsca listy i uzyskał status potrójnej platyny według Australian Recording Industry Association (ARIA). W Nowej Zelandii płyta zadebiutowała na 16. miejscu i, podobnie jak w Australii, po rosnącym sukcesie promujących ją singli awansowała na 3. pozycję we wrześniu 2009 roku. W Brazylii album uplasował się na 2. miejscu lokalnego notowania i uzyskał status diamentowej płyty za sprzedaż powyżej 160 tysięcy egzemplarzy. Po 52. ceremonii wręczenia nagród Grammy, I Am... Sasha Fierce powrócił w lutym 2010 roku do czołówek notowań w kilku państwach świata, włączając w to Szwajcarię, Austrię oraz Portugalię. Po tym, jak album dotarł w Polsce do 5. miejsca Oficjalnej Listy Sprzedaży 8 lutego 2009 roku, niespełna trzy lata od swojej premiery w tym państwie awansował na szczyt listy w wydaniu z 28 sierpnia 2011 roku.
W marcu 2011 roku łączna sprzedaż światowa I Am... Sasha Fierce wynosiła ponad siedem milionów egzemplarzy.

### Wyróżnienia
Leah Greenblatt z Entertainment Weekly wyróżniła I Am... Sasha Fierce na 2. miejscu listy najlepszych albumów 2008 roku, uzasadniając: „'If I Were a Boy’ i 'Single Ladies (Put a Ring on It)' niewątpliwie stanowią najmocniejsze punkty tej płyty; jednakże najbardziej zaskakujące jest to, jak bardzo satysfakcjonująca jest reszta materiału – nawet te mniej spektakularne utwory kwitną przy kolejnych odsłuchaniach.” Mark Edward Nero z witryny About.com uznał I Am... Sasha Fierce za 9. najlepszy album R&B 2008 roku. Christian Gerard z NBC Washington również uwzględnił I Am... Sasha Fierce w zestawieniu najlepszych albumów 2008 roku. W listach najlepszych wydawnictw 2008 i 2009 roku według The Village Voice, I Am... Sasha Fierce zajął odpowiednio: 333 i 580 miejsce. Entertainment Weekly wyróżnił I Am... Sasha Fierce na 8. pozycji zestawienia najlepszych płyt dekady 2000-10, pisząc: „Koncepcja alter ego – Sasha dla parkietów, Beyoncé dla ballad – ukazała dwie niespójne, ale jednakowo ekscytujące strony divy.” Z kolei w sondzie, jaką wśród czytelników przeprowadził magazyn Rolling Stone, I Am... Sasha Fierce uznany został za 12. najlepszy album tej samej dekady.
I Am... Sasha Fierce zdobył statuetkę dla najlepszego albumu 2008 roku na gali Soul Train Music Awards. Nominowany był on ponadto w tej samej kategorii do nagrody Music of Black Origin Award, NAACP Image Award, NRJ Music Award oraz OVMA World Award, a także w kategorii najlepszy album soulowy/R&B do nagrody American Music Award, najlepszy album kobiecy do Teen Choice Award i najlepszy album popowy/R&B do World Music Award.
I Am... Sasha Fierce i pochodzące z niego single przyniosły Beyoncé osiem nominacji do nagród Grammy, włączając w to szansę na statuetkę Album of the Year. Ostatecznie I Am... Sasha Fierce zdobył pięć wyróżnień, wygrywając w kategoriach: Best Contemporary R&B Album; Song of the Year, Best R&B Song i Best Female R&B Vocal Performance (za „Single Ladies (Put a Ring on It)”); Best Female Pop Vocal Performance (za „Halo”, który nominowany był również w kategorii Record of the Year).

## Lista utworów
I Am...
| #  | Tytuł                                                        | Autorzy                                                                    | Produkcja                                                | Długość |
| -- | ------------------------------------------------------------ | -------------------------------------------------------------------------- | -------------------------------------------------------- | ------- |
| 1. | "If I Were a Boy"                                            | Toby Gad, BC Jean                                                          | Toby Gad, Beyoncé Knowles                                | 4:10    |
| 2. | "Halo”                                                       | Knowles, Ryan Tedder, E. Kidd Bogart                                       | Bhasker, Knowles                                         | 4:22    |
| 3. | "Disappear"                                                  | Amanda Ghost, Hugo Chakrabongse, Dave McCracken, Ian Dench, Knowles        | Amanda Ghost, Dave McCracken, IanDench, Beyoncé Knowles  | 4:29    |
| 4. | "Broken-Hearted Girl"                                        | Kenneth „Babyface” Edmonds, Mikkel S. Eriksen, Tor Erik Hermansen, Knowles | StarGate, Beyoncé Knowles                                | 4:39    |
| 5. | "Ave Maria”                                                  | Knowles, Ghost, Dench, Makeba Riddick, Eriksen, Hermansen                  | StarGate, Beyoncé Knowles                                | 3:42    |
| 6. | "Smash Into You" (utwór bonusowy edycji deluxe)              | Christopher Stewart, Terius Nash, Knowles                                  | Tricky Stewart, The-Dream, Beyoncé Knowles               | 4:31    |
| 7. | "Satellites"                                                 | Ghost, McCracken, Dench, Knowles                                           | Amanda Ghost, Dave McCracken, Ian Dench, Beyoncé Knowles | 3:07    |
| 8. | "That’s Why You’re Beautiful" (utwór bonusowy edycji deluxe) | Andrew Hey, James Fauntleroy II, Knowles                                   | Andrew Hey, Beyoncé Knowles                              | 3:41    |

| Cyfrowe utwory bonusowe                                                     |
| --------------------------------------------------------------------------- |
| 1. "Save the Hero" (Knowles, Ali Tamposi, Rico Love, James Scheffer) – 4:34 |

| Utwory bonusowe w hiszpańskim iTunes                         |
| ------------------------------------------------------------ |
| 1. „Si Yo Fuera un Chico” (Toby Gad, Beyoncé Knowles) – 4:09 |

Sasha Fierce
| #  | Tytuł                                             | Autorzy                                                                                  | Produkcja                                             | Długość |
| -- | ------------------------------------------------- | ---------------------------------------------------------------------------------------- | ----------------------------------------------------- | ------- |
| 1. | "Single Ladies (Put a Ring on It)"                | Stewart Nash, Thaddis Harrell, Knowles                                                   | Tricky Stewart, The-Dream                             | 3:13    |
| 2. | "Radio”                                           | Scheffer, Rico Love, Dwayne Nesmith, Knowles                                             | Jim Jonsin, D-Town, Rico Love, Beyoncé Knowles        | 3:39    |
| 3. | "Diva”                                            | Knowles, Shondrae Crawford, Sean Garrett                                                 | Bangladesh, Sean Garrett, Beyoncé Knowles             | 3:21    |
| 4. | "Sweet Dreams”                                    | Knowles, Scheffer, Wayne Wilkins, Rico Love                                              | Jim Jonsin, Wayne Wilkins, Rico Love, Beyoncé Knowles | 3:28    |
| 5. | "Video Phone"                                     | Knowles, Crawford, Garrett, Angela Beyincé                                               | Bangladesh, Sean Garrett, Beyoncé Knowles             | 3:35    |
| 6. | "Hello" (utwór bonusowy edycji deluxe)            | Knowles, Ramon REO Owen, David Quiñones, Bogart                                          | Ramon REO Owen, Beyoncé Knowles                       | 4:17    |
| 7. | "Ego” (utwór bonusowy edycji deluxe)              | Elvis Williams, Harold Lilly, Knowles                                                    | Blac Elvis, Harold Lilly, Beyoncé Knowles             | 3:56    |
| 8. | "Scared of Lonely" (utwór bonusowy edycji deluxe) | Rodney Jerkins, LaShawn Daniels, Crystal Johnson, Rico Love, Solange Knowles, B. Knowles | Rodney Jerkins, Beyoncé Knowles                       | 3:43    |

| Utwory bonusowe pre-order                                                                                          |
| --- |
| 1. „Why Don’t You Love Me” (B. Knowles, S. Knowles, Beyincé, Eddie Smith III, Jesse Rankins, Jonathan Wells) –3:37 |

| Utwory bonusowe w hiszpańskim iTunes                         |
| ------------------------------------------------------------ |
| 1. „Si Yo Fuera un Chico” (Toby Gad, Beyoncé Knowles) – 4:09 |

### Reedycja edycji deluxe (2009)
| Lista utworów |
| --- |
| 1. „If I Were a Boy” – 4:11 2. „Halo” – 4:22 3. „Disappear” – 4:29 4. „Broken-Hearted Girl” – 4:39 5. „Ave Maria” – 3:42 6. „Smash into You” – 4:39 7. „Satellites” – 3:09 8. „That’s Why You’re Beautiful” – 3:41 9. „Single Ladies (Put a Ring on It)” – 3:13 10. „Radio” – 3:40 11. „Diva” – 3:21 12. „Sweet Dreams” – 3:28 13. „Video Phone” – 3:36 14. „Hello” – 4:17 15. „Ego” – 3:56 16. „Scared of Lonely” – 3:42 17. „Poison” – 4:02 18. „Video Phone” (remiks feat. Lady Gaga) – 5:04 19. „Why Don’t You Love Me” (wyłącznie w sieci Walmart) – 3:23 |

### Edycja platynowa
| Lista utworów |
| --- |
| 1. „Single Ladies (Put a Ring on It)” – 3:13 2. „Diva” – 3:21 3. „Ego” – 3:56 4. „Halo” – 4:22 5. „If I Were a Boy – 4:09 6. „Smash into You” – 4:31 7. „Sweet Dreams” – 3:28 8. „Broken-Hearted Girl” – 4:37 9. „Scared of Lonely” – 3:42 10. „That’s Why You’re Beautiful” – 3:41 11. „Hello” – 4:16 12. „Radio” – 3:38 13. „Video Phone” – 3:35 14. „Ego” (remiks feat. Kanye West) – 4:44 15. „Why Don’t You Love Me” – 3:37 16. „Honesty” – 3:47 17. „Save the Hero” – 4:34 18. „Satellites” – 3:07 19. „Disappear” – 4:28 20. „Ave Maria” – 3:42 |

| Utwory bonusowe w brytyjskim iTunes                                                    |
| -------------------------------------------------------------------------------------- |
| 1. „Ego” (Slang „Big Ego” Club Remix) – 6:18 2. „Diva” (Karmatronic Club Remix) – 5:05 |

| Kolekcja wideoklipów na DVD |
| --- |
| 1. „If I Were a Boy” – 5:05 2. „Single Ladies (Put a Ring on It)” – 3:19 3. „Diva” – 4:05 4. „Halo” – 3:45 5. „Broken-Hearted Girl” – 4:40 6. „Ego” (remiks feat. Kanye West) – 4:53 7. „Ego” (ekskluzywne wydanie dla fanów) – 3:58 8. „Sweet Dreams” – 4:01 9. Materiał zza kulis – 20:00 |

Notki
- Edycja deluxe I Am... Sasha Fierce w iTunes zawierała dodatkowo wideoklipy do „If I Were a Boy” oraz „Single Ladies (Put a Ring on It)”[155].

## Personel
Lista osób, które miały wkład w produkcję I Am... Sasha Fierce została zaczerpnięta z książeczki albumowej.
Menedżering
| - Administracja A&R- Juli Knapp - A&R – Max Gousse, Beyoncé Knowles, Mathew Knowles - Koordynacja A&R – Alexandra Velella - Koordynacja artystyczna – Jake McKim | - Producent wykonawczy – Beyoncé Knowles - Marketing – Quincy Jackson - Menedżment – Tim Blacksmith, Danny D - Producent wykonawczy – Beyoncé Knowles |

Wokal
| - Wokal – Beyoncé Knowles | - Wokal wspierający – Beyoncé Knowles, Rico Love |

Wizualia
| - Dyrekcja artystyczna – Fusako Chubachi - Fotografia – Peter Lindbergh - Logo – ilovedust - Makijaż – Francesca Tolot | - Manicure – Lisa Logan - Projekty strojów – Jean-Paul Gaultier, Thierry Mugler - Stylistka fryzur – Kimberly Kimble - Stylista – Ty Hunter |

Instrumenty
| - Fortepian – Ryan Tedder - Gitara – Ian Dench, Syience - Perkusja – Jens Gad, Steven „Steven J.” Jordan, Syience | - Rogi – Philip Margiziotis - Trąbka – Dontae Winslow - Pozostałe instrumenty – Mikkel S. Eriksen, Toby Gad |

Produkcja
| - Aranżacje – Beyoncé Knowles, Toby Gad, Ryan Tedder - Produkcja dźwięku – Beyoncé Knowles, Rico Love, Ian Dench, Chris „Tricky” Stewart, Dave McCracken, Amanda Ghost, Wayne Wilkins, Ryan Tedder, Shondrae Crawford, Sean Garrett, The-Dream, Rico Love, DTown, BC Jean - Teksty – Beyoncé Knowles, Kenneth „Babyface” Edmonds, Christopher Stewart, Dave McCracken, James Scheffer, Amanda Ghost, Wayne Wilkins, Tor Erik Hermanson, Dwayne Nesmith, Shondrae Crawford, Sean Garrett, The-Dream, Rico Love, Mikkel S. Eriksen, E. Kidd Bogart, Makeba, Hugo Chakrabongse, BC Jean, Rodney Jerkins, LaShawn Daniels, Crystal Johnson, Solange Knowles - Inżynieria dźwięku – Jim Caruana, Toby Gad, Mikkel S. Eriksen, Kuk Harrell, Andrew Hey, Jim Jonsin, Miles Walker, Ryan Tedder, Brian „B Luv” Thomas, Marcos Tovar, Radio Killa - Dodatkowa inżynieria dźwięku – Kory Aaron, Christian Baker, David Boyd, Michael Paul Miller, Johntá Austin, Lady Gaga | - Produkcja wykonawcza – Beyoncé Knowles, Mathew Knowles - Mastering – Tom Coyne - Miks – Jim Caruana, Matt Green, Jim Jonsin, Dave Pensado, Mark „Spike” Stent, Wayne Wilkins, Andrew Wuepper, Randy Urbanski, Jaycen Joshua - Dodatkowy miks – Matt Green, Andrew Wuepper, Randy Urbanski - Produkcja – Beyoncé Knowles, Bama Boyz, Bangladesh, D-Town, Darkchild, Ian Dench, The-Dream, Toby Gad, Sean Garrett, Amanda Ghost, Andrew Hey, Jim Jonsin, Harold Lilly, Rico Love, Dave McCracken, Ramon Owen, Stargate, Chris „Tricky” Stewart, Ryan Tedder, Wayne Wilkins, Elvis Williams, Radio Killa - Nagrywanie wokalu – Jim Caruana - Produkcja wokalu – Beyoncé Knowles, Rico Love - Inny wkład – Lisa Logan |

## Pozycje na listach i certyfikaty
| Lista (2008–2011)                | Najwyższa pozycja | PR[A] 2008 | PR[B] 2009 | PR[C] 2010 | PR[D] 2011 |
| -------------------------------- | ----------------- | ---------- | ---------- | ---------- | ---------- |
| Argentinian Albums Chart         | 7                 | –          | –          | –          | –          |
| Australian Albums Chart          | 3                 | 50         | 10         | 61         | –          |
| Australian Urban Albums Chart    | 1                 | 6          | 2          | 9          | 33         |
| Austrian Albums Chart            | 20                | –          | –          | 69         | –          |
| Belgian Albums Chart (Flandria)  | 10                | –          | 14         | –          | –          |
| Belgian Albums Chart (Walonia)   | 32                | –          | 57         | –          | –          |
| Brazilian Albums Chart           | 2                 | –          | 3          | –          | –          |
| Canadian Albums Chart            | 6                 | –          | –          | 12         | –          |
| Croatian Albums Chart            | 1                 | –          | –          | –          | –          |
| Czech Albums Chart               | 5                 | –          | –          | –          | –          |
| Danish Albums Chart              | 25                | –          | 58         | –          | –          |
| Dutch Albums Chart               | 6                 | 75         | 11         | –          | –          |
| European Top 100 Albums          | 3                 | –          | 4          | 34         | –          |
| French Albums Chart              | 20                | 176        | 104        | –          | –          |
| German Albums Chart              | 17                | –          | 42         | –          | –          |
| Greek International Albums Chart | 3                 | 25         | –          | –          | –          |
| Hungarian Albums Chart           | 8                 | –          | 18         | –          | –          |
| Irish Albums Chart               | 1                 | –          | 5          | –          | –          |
| Italian Albums Chart             | 16                | –          | 58         | –          | –          |
| Japanese Albums Chart            | 3                 | –          | –          | –          | –          |
| Mexican Albums Chart             | 66                | –          | –          | –          | –          |
| New Zealand Albums Chart         | 3                 | –          | 15         | –          | –          |
| Norwegian Albums Chart           | 2                 | –          | –          | –          | –          |
| Polska Oficjalna Lista Sprzedaży | 1                 | –          | 53         | –          | –          |
| Portuguese Albums Chart          | 2                 | –          | –          | –          | –          |
| Russian Albums Chart             | 8                 | –          | –          | –          | –          |
| Spanish Albums Chart             | 7                 | –          | –          | –          | –          |
| Scottish Albums Chart            | 10                | –          | –          | –          | –          |
| Swedish Albums Chart             | 5                 | –          | 28         | –          | –          |
| Swiss Albums Chart               | 7                 | –          | 31         | –          | –          |
| UK Albums Chart                  | 2                 | –          | 8          | –          | –          |
| U.S. Billboard 200               | 1                 | 10         | 2          | 84         | –          |
| U.S. Top R&B/Hip-Hop Albums      | 1                 | –          | 1          | 25         | –          |

| Kraj              | Certyfikat |
| ----------------- | ---------- |
| Australia         | 3× Platyna |
| Austria           | Złoto      |
| Belgia            | Platyna    |
| Brazylia          | Diament    |
| Chiny             | Złoto      |
| Czechy            | Platyna    |
| Grecja            | Platyna    |
| Hiszpania         | Platyna    |
| Holandia          | Platyna    |
| Irlandia          | 2× Platyna |
| Japonia           | Złoto      |
| Kanada            | 2× Platyna |
| Korea Południowa  | Platyna    |
| Malezja           | Złoto      |
| Niemcy            | Platyna    |
| Norwegia          | Złoto      |
| Nowa Zelandia     | Platyna    |
| Portugalia        | Platyna    |
| Polska            | 2× Platyna |
| Rosja             | Platyna    |
| RPA               | Platyna    |
| Stany Zjednoczone | 2× Platyna |
| Szwajcaria        | Złoto      |
| Szwecja           | Złoto      |
| Tajlandia         | Złoto      |
| Węgry             | Złoto      |
| Włochy            | Platyna    |
| Wielka Brytania   | 4× Platyna |

Notki
- A^ Zestawienie podsumowujące całościową sprzedaż płyt w 2008 roku.
- B^ Zestawienie podsumowujące całościową sprzedaż płyt w 2009 roku.
- C^ Zestawienie podsumowujące całościową sprzedaż płyt w 2010 roku.
- D^ Zestawienie podsumowujące całościową sprzedaż płyt w 2011 roku.

## Nagrody
| Rok  | Nagroda                             | Przedmiot nominacji                | Kategoria                                  | Rezultat |
| ---- | ----------------------------------- | ---------------------------------- | ------------------------------------------ | -------- |
| 2009 | BET Awards                          | „Single Ladies (Put a Ring on It)” | Wideoklip roku                             | Wygrana  |
| 2010 | Grammy                              | I Am... Sasha Fierce               | Najlepszy album R&B                        | Wygrana  |
| 2010 | Grammy                              | „Halo”                             | Najlepsze kobiece wokalne wykonanie popowe | Wygrana  |
| 2010 | Grammy                              | „Single Ladies (Put a Ring on It)” | Piosenka roku                              | Wygrana  |
| 2010 | Grammy                              | „Single Ladies (Put a Ring on It)” | Najlepsze kobiece wokalne wykonanie R&B    | Wygrana  |
| 2010 | Grammy                              | „Single Ladies (Put a Ring on It)” | Najlepsza piosenka R&B                     | Wygrana  |
| 2009 | MTV Europe Music Awards             | „Single Ladies (Put a Ring on It)” | Najlepszy wideoklip                        | Wygrana  |
| 2009 | MTV Europe Music Awards             | „Halo”                             | Najlepsza piosenka                         | Wygrana  |
| 2009 | Music of Black Origin (MOBO) Awards | „Single Ladies (Put a Ring on It)” | Najlepszy wideoklip                        | Wygrana  |
| 2009 | MTV Video Music Awards              | „Single Ladies (Put a Ring on It)” | Wideoklip roku                             | Wygrana  |
| 2009 | MTV Video Music Awards              | „Single Ladies (Put a Ring on It)” | Najlepsza choreografia                     | Wygrana  |
| 2009 | MTV Video Music Awards              | „Single Ladies (Put a Ring on It)” | Najlepszy montaż                           | Wygrana  |
| 2009 | Nickelodeon Kids’ Choice Awards     | „Single Ladies (Put a Ring on It)” | Ulubiona piosenka R&B                      | Wygrana  |
| 2009 | Soul Train Music Awards             | I Am... Sasha Fierce               | Najlepszy album                            | Wygrana  |
| 2009 | Soul Train Music Awards             | „Single Ladies (Put a Ring on It)” | Najlepsza piosenka                         | Wygrana  |
| 2009 | Teen Choice Awards                  | „Single Ladies (Put a Ring on It)” | Najlepsza piosenka R&B                     | Wygrana  |

## Daty wydania
| Państwo           | Data                 | Edycja (format)                                            | Wytwórnia             |
| ----------------- | -------------------- | ---------------------------------------------------------- | --------------------- |
| Niemcy            | 14 listopada 2008    | Edycja standardowa, deluxe (podwójne CD, digital download) | Sony Music            |
| Irlandia          | 14 listopada 2008    | Edycja standardowa, deluxe (podwójne CD, digital download) | Sony Music            |
| Włochy            | 14 listopada 2008    | Edycja standardowa, deluxe (podwójne CD, digital download) | Sony Music            |
| Meksyk            | 14 listopada 2008    | Edycja standardowa, deluxe (podwójne CD, digital download) | Sony Music            |
| Szwajcaria        | 14 listopada 2008    | Edycja standardowa, deluxe (podwójne CD, digital download) | Sony Music            |
| Norwegia          | 14 listopada 2008    | Edycja standardowa, deluxe (podwójne CD, digital download) | Sony Music            |
| Australia         | 17 listopada 2008    | Edycja standardowa, deluxe (podwójne CD, digital download) | Sony Music            |
| Austria           | 17 listopada 2008    | Edycja standardowa, deluxe (podwójne CD, digital download) | Sony Music            |
| Belgia            | 17 listopada 2008    | Edycja standardowa, deluxe (podwójne CD, digital download) | Sony Music            |
| Dania             | 17 listopada 2008    | Edycja standardowa, deluxe (podwójne CD, digital download) | Sony Music            |
| Francja           | 17 listopada 2008    | Edycja standardowa, deluxe (podwójne CD, digital download) | Sony Music            |
| Wielka Brytania   | 17 listopada 2008    | Edycja standardowa, deluxe (podwójne CD, digital download) | RCA                   |
| Argentyna         | 18 listopada 2008    | Edycja standardowa (podwójne CD)                           | Sony Music            |
| Brazylia          | 18 listopada 2008    | Edycja standardowa, deluxe (podwójne CD, digital download) | Sony Music            |
| Kanada            | 18 listopada 2008    | Edycja standardowa, deluxe (podwójne CD, digital download) | Columbia              |
| Chiny             | 18 listopada 2008    | Edycja deluxe (podwójne CD)                                | Sony Music            |
| Hongkong          | 18 listopada 2008    | Edycja standardowa (podwójne CD)                           | Sony Music            |
| Japonia           | 18 listopada 2008    | Edycja standardowa, deluxe (podwójne CD, digital download) | Sony Music Japan      |
| Nowa Zelandia     | 18 listopada 2008    | Edycja standardowa, deluxe (podwójne CD, digital download) | Sony Music            |
| Filipiny          | 18 listopada 2008    | Edycja standardowa, deluxe (podwójne CD, digital download) | Sony Music            |
| Portugalia        | 18 listopada 2008    | Edycja standardowa, deluxe (podwójne CD, digital download) | Sony Music            |
| Hiszpania         | 18 listopada 2008    | Edycja standardowa, deluxe (podwójne CD, digital download) | Sony Music            |
| Szwecja           | 18 listopada 2008    | Edycja standardowa, deluxe (podwójne CD, digital download) | Sony Music            |
| Turcja            | 18 listopada 2008    | Edycja standardowa, deluxe (podwójne CD, digital download) | Sony Music            |
| Stany Zjednoczone | 18 listopada 2008    | Edycja standardowa, deluxe (podwójne CD, digital download) | Music World, Columbia |
| Korea Południowa  | 19 listopada 2008    | Edycja standardowa, deluxe (podwójne CD, digital download) | Sony Music            |
| Tajlandia         | 20 listopada 2008    | Edycja standardowa, deluxe (podwójne CD, digital download) | Sony Music            |
| Holandia          | 21 listopada 2008    | Edycja standardowa, deluxe (podwójne CD, digital download) | Sony Music            |
| Australia         | 4 września 2009      | Edycja platynowa (CD + DVD)                                | Sony Music            |
| Hongkong          | 7 września 2009      | Edycja platynowa (CD + DVD)                                | Sony Music            |
| Tajlandia         | 17 września 2009     | Edycja platynowa (CD + DVD)                                | Sony Music            |
| Holandia          | 30 października 2009 | Edycja platynowa (CD + DVD)                                | Sony Music            |
| Francja           | 2 listopada 2009     | Edycja platynowa (CD + DVD)                                | Sony Music            |
| Polska            | 2 listopada 2009     | Edycja platynowa (CD + DVD)                                | Sony Music            |
| Hiszpania         | 2 listopada 2009     | Edycja platynowa (CD + DVD)                                | Sony Music            |
| Wielka Brytania   | 2 listopada 2009     | Edycja platynowa (CD + DVD)                                | RCA                   |
| Niemcy            | 20 listopada 2009    | Edycja platynowa (CD + DVD)                                | Sony Music            |
| Kanada            | 23 listopada 2009    | Reedycja edycji deluxe (CD)                                | Sony Music            |
| Wielka Brytania   | 23 listopada 2009    | Reedycja edycji deluxe (CD)                                | RCA                   |
| Japonia           | 24 listopada 2009    | Reedycja edycji deluxe (CD)                                | Sony Music Japan      |
| Stany Zjednoczone | 24 listopada 2009    | Reedycja edycji deluxe (CD)                                | Music World, Columbia |
| Tajwan            | 28 listopada 2009    | Edycja platynowa (CD + DVD)                                | Sony Music            |
| Japonia           | 30 listopada 2009    | Edycja platynowa (CD + DVD)                                | Sony Music Japan      |
| Nowa Zelandia     | 30 listopada 2009    | Edycja platynowa (CD + DVD)                                | Sony Music            |
| Austria           | 29 stycznia 2010     | Reedycja edycji deluxe (CD)                                | Sony Music            |
| Niemcy            | 29 stycznia 2010     | Reedycja edycji deluxe (CD)                                | Sony Music            |